# Alexandre Gaydamak
Alexandre Gaydamak (russisch Александр Гайдамак, hebräisch אלכסנדר גאידמק; * Mai 1976 in Frankreich) ist ein französischer Geschäftsmann russischer Abstammung, außerdem besitzt er einen israelischen Pass. Er gehört zur wohlhabenden Gaydamak-Familie, sein Vater ist Arcadi Gaydamak.

## Leben
Im Januar 2006 gab Gaydamak bekannt, dass er und Milan Mandarić für jeweils 22 Mio. Euro den englischen Premier-League-Club FC Portsmouth übernehmen werden. Im Juli 2006 wurde Alexandre Gaydamak alleiniger Eigentümer des Clubs, 2009 ging er in den Besitz von Sulaiman al-Fahim über.
| Personendaten    | Personendaten               |
| ---------------- | --------------------------- |
| NAME             | Gaydamak, Alexandre         |
| ALTERNATIVNAMEN  | Гайдамак, Александр         |
| KURZBESCHREIBUNG | französischer Geschäftsmann |
| GEBURTSDATUM     | Mai 1976                    |
| GEBURTSORT       | Frankreich                  |